# Ohrenschmaus
Ohrenschmaus ist das dritte Studioalbum der deutschen Folk-Rock-Band Ougenweide.
Es erschien 1976 bei Polydor und wurde 2006 bei Bear Family Records wiederveröffentlicht.

## Allgemeines
Das Erscheinen des Albums Ohrenschmaus markiert den nationalen Durchbruch und damit einen der Höhepunkte im Schaffen von Ougenweide.
Sie vertonten nicht nur vorgegebene Verse altdeutscher Meister, sondern schrieben eigene, mittelalterlich anmutende Texte. Vor allem Olaf Casalich gelang es dabei, stilsicher „altdeutsche“ Lieder entstehen zu lassen, die zu den bekanntesten der Band wurden. Unterstrichen wird dies durch dichte Arrangements und eine Fülle von zum Teil mittelalterlichen, heute ungebräuchlichen Instrumenten.
Mehrere neu vertonte Originaltexte aus dem Mittelalter sind auf dem Album enthalten. Der älteste Text, den die Band vertonte, stammt aus dem 9. Jahrhundert und wendet sich gegen Wurmbefall bei Pferden. Auch Walthers Spätwerk Owê, wie jæmerlîche..., in dem er sich über den Verfall der Sitten beklagt, findet sich auf dem Album, ebenso wie ein Text von Neidhart: rumet uz schäemel und die stüele, einem eher derben Tanzlied.
Dazwischen finden sich von der Band getextete und komponierte Lieder. Es werden Geschichten erzählt von Bald anders einer Figur aus der Zeit des Dreißigjährigen Krieges, von Schlemihl, ein in der Tradition der jiddischen Lieder stehender Text von einem Menschen, der seinen Schatten verkauft, von den Leiden während eines Besuches im Badehaus und von den Freuden nach der Entjungferung (Kommt, ihr Jungfern helft mir klagen).
Der Veröffentlichung folgte die erste große Tournee der Band, die sie bis in die Berliner Philharmonie führte.

## Titelliste (LP)
Seite 1 
1. Bombarde-Ment – 1:10
2. Kommt ihr Jungfern helft mir klagen – 5:03
3. Eines Freitags im Wald – 3:11
4. Pferdesegen (Contra Uermes) – 2:00
5. Bald Anders – 6:32

Seite 2
1. Im Badehaus – 3:08
2. Ouwê, wie jaemerlîche … – 4:21
3. Engelboltes Tochter Aven – 3:01
4. Rumet uz die Schäemel und die Stüele – 1:54
5. Al Fol – 1:00
6. Der Schlemihl – 3:55
7. Merseburger Spieluhr – 0:37

## Sonstiges
- Die in dem Lied Der Schlemihl verwendete, charakteristische E-Gitarren-Hookline findet sich auf der 1984 erschienenen LP Chaconne der britischen Gruppe The Home Service wieder. Dies ist ungewöhnlich, da musikalische Einflüsse eher vom Englischen ins Deutsche übertragen werden.
- Der Titel des Albums ist als Analogie auf den Bandnamen zu verstehen. Neben dem „Fest für die Augen“ wird ein „Festmahl für die Ohren“ geboten.